# Diagnostische toets (onderwijs)
Een diagnostische toets is een onderzoek naar eventuele lacunes in kennis of vaardigheden van een leerling of student. Het doel van de diagnostische toets is het vaststellen van een, eventueel te wijzigen, leerprogramma. Een andere benaming is formatieve toets. Diagnostische toetsen kunnen op elk onderwijsniveau worden ingezet, van basisschool tot en met het wetenschappelijk onderwijs. In hogere vormen van onderwijs zal de toets voornamelijk gebruikt worden bij zelfstudie. Deze toets wordt dan gebruikt als hulpmiddel om vast te stellen welke aspecten van een vak nog nadere bestudering behoeven voordat de daadwerkelijke toetsing van de leerstof plaatsvindt.

## Kenmerken
- Bij een diagnostische toets hoort een antwoordmodel waarin voor typische fouten een leerroute staat aangeven.
- De toets behoort zo breed te zijn dat alle beoogde leerdoelen worden gemeten.
- Bij een diagnostische toets krijgt de leerling niet noodzakelijk een cijfer maar een studieadvies of -voorschrift. Deze terugkoppeling is een wezenlijk onderdeel van deze toets.

## Gebruik
Door een leraar kan een diagnostische toets gebruikt worden om het leerproces te sturen en indien nodig remediërend te handelen. In cursussen kunnen diagnostische toetsen door cursisten gebruikt worden om de eigen vorderingen te controleren.
In een ontwikkelingsportfolio wordt de cursist geïnformeerd over het niveau van de behaalde en te behalen competenties. Dit is een speciale vorm van diagnostiek.

## Feedback
De kwaliteit van de feedback is erg belangrijk. In digitale diagnostische toetsen met automatische feedback komen de volgende vormen van feedback voor:
- Simpele feedback: Geeft alleen "goed" of "fout" of varianten.
- Goede antwoord feedback: Geeft het juiste antwoord. Of een positieve opmerking als er goed gescoord is.
- Remediërende feedback: Geeft teksten en verwijzingen naar plaatsen waar uitleg te vinden is.